# کیساکو شیمادا
کیساکو شیمادا (به انگلیسی: Kyūsaku Shimada) (زاده ۲۴ آوریل ۱۹۵۵) بازیگر ژاپنی است.
از فیلم‌های معروف او می‌توان به بازی در فیلم هیچ راهی برای بازگشت نیست اشاره کرد.